# Davide Rebellin
Davide Rebellin (ur. 9 sierpnia 1971 w San Bonifacio, zm. 30 listopada 2022 w Montebello Vicentino) – włoski kolarz szosowy, srebrny medalista mistrzostw świata, w latach 2013–2016 zawodnik polskiego profesjonalnego teamu CCC Sprandi Polkowice.

## Kariera
Pierwszy sukces w karierze osiągnął w 1989 roku, kiedy wspólnie z kolegami z reprezentacji zdobył złoty medal w drużynowej jeździe na czas na mistrzostwach świata juniorów. Na rozgrywanych dwa lata później mistrzostwach świata w Stuttgarcie zdobył srebrny medal w wyścigu ze startu wspólnego amatorów. W zawodach tych wyprzedził go tylko Wiktor Rżaksynski ze Związku Radzieckiego, a trzecie miejsce zajął Szwajcar Beat Zberg.
W 1992 roku wystartował na igrzyskach olimpijskich w Barcelonie, gdzie był dwudziesty ze startu wspólnego. Podczas igrzysk olimpijskich w Pekinie zdobył srebrny medal w wyścigu ze startu wspólnego, jednak po wykryciu w jego organizmie erytropoetyny podczas badania antydopingowego, został zdyskwalifikowany.
Swoje pierwsze ważniejsze zwycięstwo odniósł w 1997 roku, wygrywając Meisterschaft von Zürich. W 2001 roku zwyciężył we włoskim Tirreno-Adriático, a dwa lata później zwyciężył we Rund um den Henninger-Turm. Najlepsze wyniki osiągnął w sezonie 2004. W klasyfikacji generalnej Pucharu Świata był drugi za Paolo Bettinim. W barwach teamu Gerolsteiner wygrał wtedy trzy elitarne kwietniowe klasyki: Amstel Gold Race, La Flèche Wallonne i Liège-Bastogne-Liège.
W 2005 roku zajął między innymi 3. miejsce w La Flèche Wallonne, 4. miejsce w Amstel Gold Race i 5 w Giro di Lombardia. dało mu to trzecie miejsce w klasyfikacji generalnej UCI ProTour. Rok później Rebellin wygrał tylko Giro dell’Emilia. Na najniższym stopniu podium stanął w Mistrzostwach Zurychu, a w Amstel Gold Race był szósty. Ponadto w sezonie 2007 UCI ProTour był drugi. Zwyciężył wtedy w La Flèche Wallonne, był drugi w Amstel Gold Race i Paryż-Nicea, piąty w Giro di Lombardia i Liège-Bastogne-Liège oraz szósty w Vattenfall Cyclassics i Vuelta al País Vasco.
Zginął w czasie treningu na rowerze, potrącony przez ciężarówkę.

## Najważniejsze osiągnięcia
1994
- 5. miejsce w Amstel Gold Race

1995
- 4. miejsce w Tirreno-Adriático
- 4. miejsce w Tour de Romandie
- 4. miejsce w Mediolan-San Remo
- 6. miejsce w La Flèche Wallonne

1996
- 6. miejsce w Giro d’Italia
  - 1. miejsce na 7. etapie
- 7. miejsce w Vuelta a España
- 3. miejsce w Tour de Romandie
- 5. miejsce w Japan Cup
- 6. miejsce w Liège-Bastogne-Liège

1997
- 1. miejsce w Meisterschaft von Zürich
- 1. miejsce w Clásica de San Sebastián

1998
- 1. miejsce w Giro del Veneto
- 1. miejsce w Tre Valli Varesine
- 2. miejsce w Critérium International
- 1. miejsce na 1. etapie Tour de Suisse
- 1. miejsce na etapie Tour de Wallonie

1999
- 2. miejsce w Tirreno-Adriático
- 1. miejsce w Giro del Veneto
- 1. miejsce w Tour du Haut Var

2000
- 3. miejsce w Liège-Bastogne-Liège
- 4. miejsce w La Flèche Wallonne
- 4. miejsce w Meisterschaft von Zürich

2001
- 1. miejsce w klasyfikacji generalnej Tirreno-Adriático
  - 1. miejsce na 4. etapie
- 1. miejsce w Giro del Veneto
- 3. miejsce w Liège-Bastogne-Liège
- 3. miejsce w Clásica de San Sebastián

2002
- 1. miejsce w Gran Premio Città di Camaiore
- 2. miejsce w Giro di Lombardia
- 2. miejsce w Giro del Lazio
- 3. miejsce w Vattenfall Cyclassics

2003
- 1. miejsce w Frankfurt Grand Prix
- 1. miejsce w Gran Premio Industria e Commercio di Prato
- 2. miejsce w Vattenfall Cyclassics
- 2. miejsce w Mediolan-Turyn
- 3. miejsce w Paryż-Nicea
  - 1. miejsce na 2. etapie
- 4. miejsce w Pucharze Świata
- 4. miejsce w Amstel Gold Race
- 5. miejsce w Meisterschaft von Zürich
- 7. miejsce w Clásica de San Sebastián

2004
- 1. miejsce w Amstel Gold Race
- 1. miejsce w La Flèche Wallonne
- 1. miejsce w Liège-Bastogne-Liège
- 1. miejsce w Trofeo Melinda
- 2. miejsce w Pucharze Świata
- 2. miejsce w Paryż-Nicea
- 3. miejsce w Clásica de San Sebastián
- 6. miejsce w Vattenfall Cyclassics
- 6. miejsce w Züri Metzgete
- dwa wygrane etapy w Sachsen-Tour

2005
- 1. miejsce w Brixia Tour + wygrany etap
- 2. miejsce w Vuelta al País Vasco
- 3. miejsce w końcowej klasyfikacji Pro Tour
- 3. miejsce w La Flèche Wallonne
- 3. miejsce w GP Ouest-France
- 4. miejsce w Amstel Gold Race
- 5. miejsce w Vattenfall Cyclassics
- 5. miejsce w Giro di Lombardia
- 10. miejsce w Paryż-Nicea

2006
- 1. miejsce w Giro dell’Emilia
- 1. miejsce w Brixia Tour + wygrany etap
- 3. miejsce w Züri Metzgete
- 5. miejsce w Giro di Lombardia
- 6. miejsce Amstel Gold Race

2007
- 2. miejsce w końcowej klasyfikacji ProTour
- 1. miejsce w La Flèche Wallonne
- 1. miejsce w Brixia Tour + wygrany etap
- 2. miejsce w Paryż-Nicea
- 2. miejsce w Amstel Gold Race
- 5. miejsce w Liège-Bastogne-Liège
- 5. miejsce w Giro di Lombardia
- 6. miejsce w Vattenfall Cyclassics

2008
- 2. miejsce w igrzyskach olimpijskich (start wspólny)
- 1. miejsce w Paryż-Nicea
- 1. miejsce w Tour du Haut Var
- 2. miejsce w Liège-Bastogne-Liège
- 3. miejsce w Clásica de San Sebastián
- 4. miejsce w mistrzostwach świata (start wspólny)
- 4. miejsce w Mediolan-San Remo
- 4. miejsce w Amstel Gold Race
- 6. miejsce w La Flèche Wallonne

2009
- 1. miejsce w La Flèche Wallonne
- 3. miejsce w Liège-Bastogne-Liège
- wygrane dwa etapy w Vuelta a Andalucía

2011
- 1. miejsce w Tre Valli Varesine
- 1. miejsce w Trofeo Melinda
- 3. miejsce w Gran Premio Città di Camaiore
- 5. miejsce w Brixia Tour

2012
- 1. miejsce na 2. etapie Okolo Slovenska
- 1. miejsce w Tour du Gévaudan Languedoc-Roussillon
  - 1. miejsce na 2. etapie

2013
- 2. miejsce w Szlakiem Grodów Piastowskich
  - 1. miejsce na 1. i 4. etapie
- 1. miejsce w Sibiu Cycling Tour
  - 1. miejsce na 1. etapie
- 3. miejsce w mistrzostwach Włoch (start wspólny)
- 7. miejsce w Vuelta a Murcia
- 9. miejsce w Vuelta a Andalucía

2014
- 3. miejsce w Vuelta a Murcia
- 5. miejsce w Tour of Turkey
- 2. miejsce w Sibiu Cycling Tour
  - 1. miejsce na 3. etapie
- 3. miejsce w Tour du Limousin
- 1. miejsce w Giro dell’Emilia

2015
- 1. miejsce na 3. etapie w Tour of Turkey
- 1. miejsce w Coppa Ugo Agostoni
- 3. miejsce w Gran Premio Industria e Commercio di Prato

## Rankingi
| Rok                | 1993 | 1994 | 1995 | 1996 | 1997 | 1998 | 1999 | 2000 | 2001 | 2002 | 2003 | 2004 | 2005 | 2006 | 2007 | 2008 | 2009 | 2010 | 2011 | 2012 | 2013 | 2014 | 2015 | 2016 | 2017  | 2018  | 2019  | 2020 | 2021 | 2022  |
| ------------------ | ---- | ---- | ---- | ---- | ---- | ---- | ---- | ---- | ---- | ---- | ---- | ---- | ---- | ---- | ---- | ---- | ---- | ---- | ---- | ---- | ---- | ---- | ---- | ---- | ----- | ----- | ----- | ---- | ---- | ----- |
| UCI World Ranking  | 59.  | 47.  | 32.  | 12.  | 16.  | 8.   | 5.   | 7.   | 3.   | 9.   | 5.   | 6.   |      |      |      |      |      |      |      |      |      |      |      |      |       |       |       |      |      |       |
| Puchar Świata      | -    | -    | -    | 9.   | 4.   | 15.  | -    | 7.   | 5.   | 5.   | 4.   | 2.   |      |      |      |      |      |      |      |      |      |      |      |      |       |       |       |      |      |       |
| UCI ProTour        |      |      |      |      |      |      |      |      |      |      |      |      | 3.   | 36.  | 2.   | 24.  |      |      |      |      |      |      |      |      |       |       |       |      |      |       |
| UCI World Calendar |      |      |      |      |      |      |      |      |      |      |      |      |      |      |      |      | 21.  | -    |      |      |      |      |      |      |       |       |       |      |      |       |
| World Ranking      |      |      |      |      |      |      |      |      |      |      |      |      |      |      |      |      |      |      |      |      |      |      |      | 203. | 501.  | 902.  | 2318. | 937. | 601. | 1684. |
| UCI Europe Tour    |      |      |      |      |      |      |      |      |      |      |      |      |      |      |      |      | 57.  | -    | 3.   | 27.  | 3.   | 3.   | 9.   | 158. | 1015. | 1613. | 1487. | 738. | 485. | 1107. |
| UCI Asia Tour      |      |      |      |      |      |      |      |      |      |      |      |      |      |      |      |      | -    | -    | 195. | -    | -    | -    | -    | 110. | 54.   | 356.  |       |      |      |       |
| UCI Africa Tour    |      |      |      |      |      |      |      |      |      |      |      |      |      |      |      |      | -    | -    | -    | -    | -    | -    | -    | -    | -     | 51.   |       |      |      |       |
|                    |      |      |      |      |      |      |      |      |      |      |      |      |      |      |      |      |      |      |      |      |      |      |      |      |       |       |       |      |      |       |
| Źródło: UCI        |      |      |      |      |      |      |      |      |      |      |      |      |      |      |      |      |      |      |      |      |      |      |      |      |       |       |       |      |      |       |